# الصحراء المرسومة (أريزونا)
الصحراء المرسومة أو الملونة، هي منطقة مرتفعة زاهية الألوان في الولايات المتحدة. تمتد مسافة 320 كم، على طول نهر ليتيل كولورادو، في الوسط الشمالي لولاية أريزونا.
وقد أخذت اسمها من المكتشفين الأسبانيين الأوائل، الذين أطلقوا عليها الديزيرتو بينتادو أي الصحراء الملونة. في الصحراء الملونة هضاب منعزلة شديدة الانحدار، وهضاب مستوية السطح، منحدرة الجوانب، ووديان كونتها الرياح والأمطار، من خلال جوف الرماد البركاني الشبيه بالطين الصفحي، بمرور السنين. وتضيف ألوان الباستيل الصحراوية المزيد من الجمال إلى الصحراء خاصة عندما تبدو الحرارة والضوء والغبار، وكأنها تحيل الألوان من الأزرق والأرجواني إلى الزعفراني والأرجواني الفاتح والأحمر. وتكون الصحراء الملونة على جانب خاص من الجمال، عند الشروق والمغيب، حيث تكون الألوان أخّاذة والظلال عميقة. وتأتي الألوان الأخّاذة الحمراء والصفراء من أكاسيد الحديد ـ الهيماتيت (الأحمر) والليموني (الأصفر).
وتَحْفل الصحراء الملونة بالعديد من المعالم الطبيعية التي تعود ملكيتها إلى الولايات المتحدة الأمريكية، وتشمل السَّن ست كريتر والحمم البركانية المخروطية. ومعلم ووباتكي التذكاري الوطني، الذي يحتوي على مساكن هندية ترجع إلى ماقبل التاريخ.

## المناخ
يظهر الجدول التالي التغييرات المناخية على مدار السنة لالصحراء المرسومة:
| البيانات المناخية لـالصحراء المرسومة  | البيانات المناخية لـالصحراء المرسومة | البيانات المناخية لـالصحراء المرسومة | البيانات المناخية لـالصحراء المرسومة | البيانات المناخية لـالصحراء المرسومة | البيانات المناخية لـالصحراء المرسومة | البيانات المناخية لـالصحراء المرسومة | البيانات المناخية لـالصحراء المرسومة | البيانات المناخية لـالصحراء المرسومة | البيانات المناخية لـالصحراء المرسومة | البيانات المناخية لـالصحراء المرسومة | البيانات المناخية لـالصحراء المرسومة | البيانات المناخية لـالصحراء المرسومة | البيانات المناخية لـالصحراء المرسومة |
| الشهر                                 | يناير                                | فبراير                               | مارس                                 | أبريل                                | مايو                                 | يونيو                                | يوليو                                | أغسطس                                | سبتمبر                               | أكتوبر                               | نوفمبر                               | ديسمبر                               | المعدل السنوي                        |
| ------------------------------------- | ------------------------------------ | ------------------------------------ | ------------------------------------ | ------------------------------------ | ------------------------------------ | ------------------------------------ | ------------------------------------ | ------------------------------------ | ------------------------------------ | ------------------------------------ | ------------------------------------ | ------------------------------------ | ------------------------------------ |
| الدرجة القصوى °ف (°م)                 | 76 (24)                              | 76 (24)                              | 84 (29)                              | 94 (34)                              | 100 (38)                             | 110 (43)                             | 110 (43)                             | 108 (42)                             | 103 (39)                             | 92 (33)                              | 80 (27)                              | 71 (22)                              | 110 (43)                             |
| متوسط درجة الحرارة الكبرى °ف (°م)     | 45.4 (7.4)                           | 53.0 (11.7)                          | 60.1 (15.6)                          | 68.3 (20.2)                          | 77.7 (25.4)                          | 88.8 (31.6)                          | 93.4 (34.1)                          | 90.7 (32.6)                          | 83.4 (28.6)                          | 71.9 (22.2)                          | 56.3 (13.5)                          | 46.0 (7.8)                           | 69.6 (20.9)                          |
| المتوسط اليومي °ف (°م)                | 33.8 (1.0)                           | 39.7 (4.3)                           | 46.2 (7.9)                           | 53.2 (11.8)                          | 62.5 (16.9)                          | 72.2 (22.3)                          | 78.0 (25.6)                          | 75.8 (24.3)                          | 68.2 (20.1)                          | 56.4 (13.6)                          | 43.2 (6.2)                           | 33.8 (1.0)                           | 55.3 (12.9)                          |
| متوسط درجة الحرارة الصغرى °ف (°م)     | 22.2 (−5.4)                          | 26.4 (−3.1)                          | 32.2 (0.1)                           | 38.0 (3.3)                           | 47.2 (8.4)                           | 55.5 (13.1)                          | 62.5 (16.9)                          | 60.9 (16.1)                          | 53.0 (11.7)                          | 40.8 (4.9)                           | 30.0 (−1.1)                          | 21.5 (−5.8)                          | 40.9 (4.9)                           |
| أدنى درجة حرارة °ف (°م)               | −15 (−26)                            | −9 (−23)                             | 5 (−15)                              | 13 (−11)                             | 10 (−12)                             | 30 (−1)                              | 34 (1)                               | 40 (4)                               | 20 (−7)                              | 11 (−12)                             | −4 (−20)                             | −13 (−25)                            | −15 (−26)                            |
| الهطول إنش (مم)                       | 0.55 (14)                            | 0.52 (13)                            | 0.59 (15)                            | 0.27 (6.9)                           | 0.32 (8.1)                           | 0.17 (4.3)                           | 0.66 (17)                            | 0.69 (18)                            | 0.98 (25)                            | 0.85 (22)                            | 0.43 (11)                            | 0.32 (8.1)                           | 6.35 (162.4)                         |
| متوسط تساقط الثلوج إنش (سم)           | 0.8 (2.0)                            | 0.8 (2.0)                            | 0.1 (0.25)                           | 0.0 (0.0)                            | 0.0 (0.0)                            | 0.0 (0.0)                            | 0.0 (0.0)                            | 0.0 (0.0)                            | 0.0 (0.0)                            | 0.0 (0.0)                            | 0.0 (0.0)                            | 0.9 (2.3)                            | 2.6 (6.55)                           |
| متوسط أيام هطول الأمطار (≥ 0.01 inch) | 4.2                                  | 3.6                                  | 5.3                                  | 2.3                                  | 3.2                                  | 2.3                                  | 6.3                                  | 6.8                                  | 4.7                                  | 4.1                                  | 3.1                                  | 3.6                                  | 49.5                                 |
| متوسط الأيام المثلجة (≥ 0.1 inch)     | 0.6                                  | 0.4                                  | 0.1                                  | 0.0                                  | 0.0                                  | 0.0                                  | 0.0                                  | 0.0                                  | 0.0                                  | 0.0                                  | 0.0                                  | 0.0                                  | 1.1                                  |
| المصدر:                               |                                      |                                      |                                      |                                      |                                      |                                      |                                      |                                      |                                      |                                      |                                      |                                      |                                      |

## معرض صور

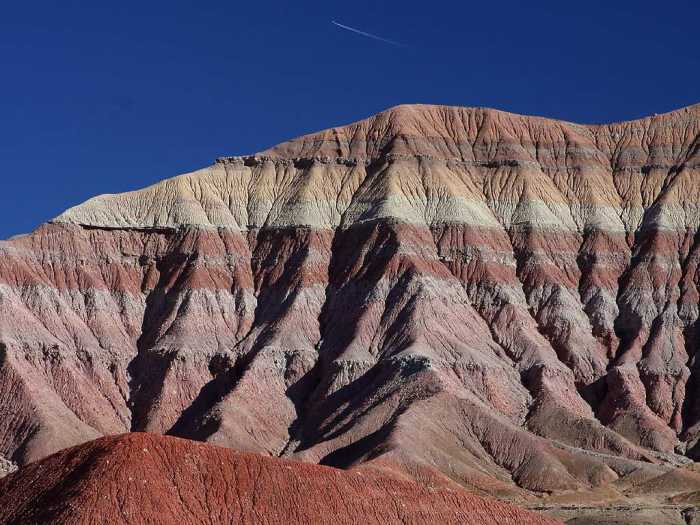
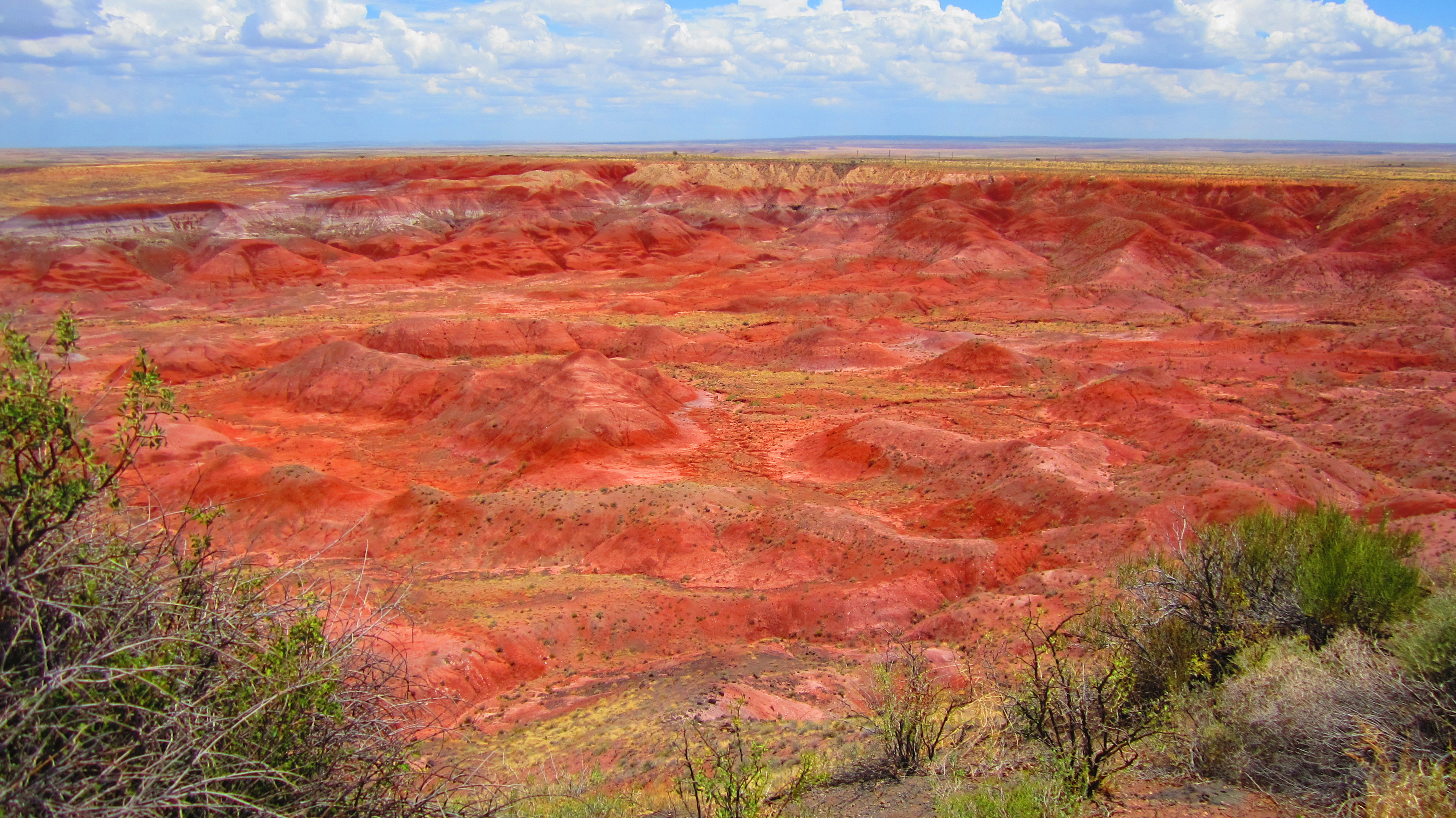
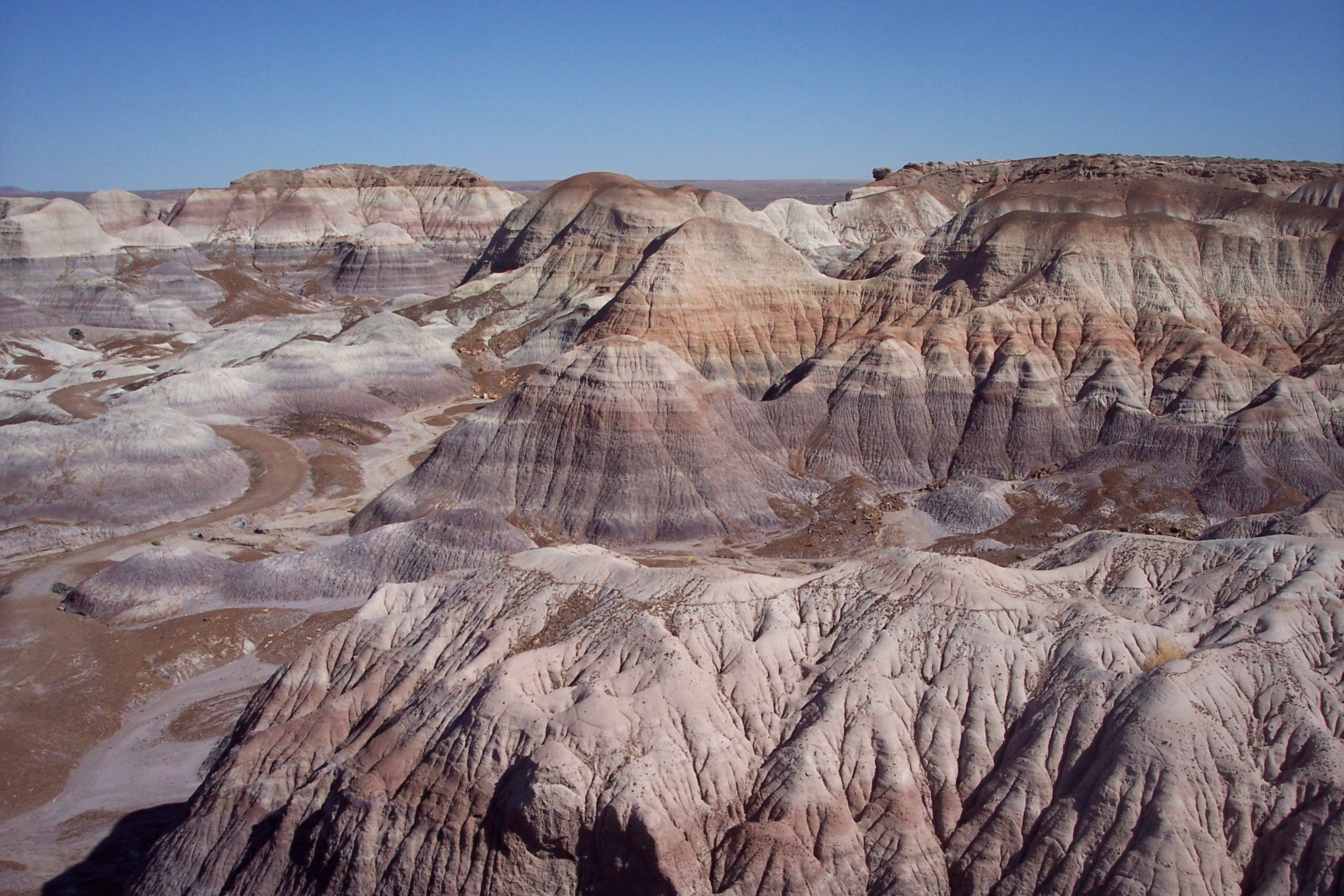